# Morrison Avenue – Soundview
Morrison Avenue – Soundview – stacja metra nowojorskiego, na linii 6. Znajduje się w dzielnicy Bronx, w Nowym Jorku i zlokalizowana jest pomiędzy stacjami St. Lawrence Avenue i Elder Avenue. Została otwarta 30 maja 1920.